# 한국지방재정공제회
한국지방재정공제회(韓國地方財政共濟會, Local Finance Association, LOFA)는 전국의 지방자치단체 상호간에 재정상의 어려움을 해결하고자 공제이념을 바탕으로 상호지원 하는 재해복구사업, 공공청사정비사업, 지방관공선사업, 배상공제사업 및 회원지원사업을 보다효율적으로 추진하기 위한 법인으로서 지방재정 발전을 위하여 한국지방재정공제회법에 근거하여 설립된 특별법인이다. 서울특별시 마포구 마포대로 136에 위치하고 있다.

## 설립 근거
- 한국지방재정공제회법 제1조[1]

## 기능
- 전국의 16개 시ㆍ도, 230개 시ㆍ군ㆍ구 및 지방자치단체가 설립한 공사ㆍ공단ㆍ조합을 회원으로 하여 운영
- 기금을 적립하고 사업을 확대하여 회원이 추진하는 재해복구사업, 공공청사 정비사업, 지방관공선사업, 배상공제사업 및 회원지원사업 등을 지원 또는 추진

## 연혁
- 1964년 9월 12일 사단법인 지방공유건물재해복구공제회 설립
- 1988년 6월 1일 사단법인 한국지방재정공제회 법인개칭
- 2003년 5월 15일 법률제6872호로 한국지방재정공제회법 제정·공포

## 조직
- 감사
  - 감사실

### 이사장

#### 경영혁신본부
- 기획조정실
- 고객지원실
- 리스크관리부

#### 공제사업본부
- 공제사업실

```
**공제기획부
**공제보상부
```

- 지방재산부
- 자산운용실

```
**대체투자부
```

- 시도지부

#### 지방회계통계센터
- 연구기획부
- 통계관리부
- 지방교육부
- 계약사업실

```
**계약관리부
```

## 부설기관
- 한국옥외광고센터

## 같이 보기
- 행정안전부
- 지방자치단체